# Elisabetta Dejana
Elisabetta Dejana, née le 21 novembre 1951 à Bologne, est une biologiste cellulaire et moléculaire italienne.

## Biographie
Elle est titulaire d'un doctorat en sciences biologiques de l'université de Bologne. Elle dirige de 1993 à 1996 une unité INSERM et un laboratoire au CEA Grenoble. Elle participe ensuite à Milan à la fondation du FIRC Institute of Molecular Oncology Foundation (IFOM), un nouvel institut de recherche soutenu par la Fondation italienne pour la recherche sur le cancer, où elle dirige un laboratoire de 20 personnes. Elle est docteur honoris causa des universités de Francfort et d'Helsinki.

## Carrière
Elisabetta Dejana est une spécialiste des mécanismes permettant le maintien de l’intégrité vasculaire et contrôlant la perméabilité vasculaire et l’angiogenèse tumorale.

## Prix et distinctions
- Prix Jean-Paul-Binet de la Fondation pour la recherche médicale 1996
- Premio Ippocrate pour la recherche biomédicale 2011[4]
- Grand Prix scientifique de la Fondation Lefoulon-Delalande (2016)
- Prix international de l'INSERM 2018[5]